# КНДР и вторжение России на Украину
Северная Корея (КНДР) поддержала вторжение России на Украину в 2022 году как на политическом уровне, так и поставками вооружений и отправкой военных.
В октябре 2024 года об отправке нескольких тысяч северокорейских военных в Россию начали сообщать разведки Украины, Южной Кореи и США. Москва и Пхеньян поначалу отрицали эти данные, но на саммите БРИКС Владимир Путин впервые признал присутствие северокорейцев, не уточнив цель их прибытия. 26 апреля 2025 года начальник Генерального штаба ВС РФ генерал армии В. В. Герасимов подтвердил участие северокорейских войск в боях в Курской области. Через день это подтвердили и власти КНДР.
Северокорейские военные раньше участвовали в войне во Вьетнаме, конфликтах в Африке и на Ближнем Востоке, хотя и не в таком количестве.

## Предыстория
КНДР поддержала аннексию Крыма Россией.
В мае 2014 года было подписано соглашение о переходе на рубли в расчетах между КНДР и Россией. Также 5 мая было подписано соглашение о списании всех корейских долгов перед Россией. В 2018 году между КНДР и Россией подписан протокол сотрудничества в сфере образования, науки и транспорта.
24 апреля 2019 года лидер КНДР прибыл в Приморский край. Это был первый визит действующего главы КНДР в Россию. Обсуждались двусторонние отношения России и КНДР, вопросы, связанным с санкциями, отношения с Организацией Объединённых Наций и Соединёнными Штатами, денуклеаризация Корейского полуострова. Лидеры обсудили строительство новых линий электропередач, газопровода и нефтепровода из России в КНДР.

## С началом вторжения
КНДР полностью поддержала вторжение России на Украину и осудила действия Запада.
13 июля 2022 года Украина объявила о разрыве дипломатических отношений с КНДР из-за признания ею независимости подконтрольных России ДНР и ЛНР.
Также КНДР признала референдумы на оккупированных территориях Украины.
13 сентября 2023 года Ким Чен Ын посетил Россию. Официально главными темами встречи на космодроме «Восточный» были обсуждения международной ситуации и экономического сотрудничества.
В марте 2024 года Россия наложила вето на продление миссии экспертов ООН, которые следили за соблюдением санкций против КНДР, в основном, касающихся ядерного оружия. Раньше Россия никогда не блокировала работу группы экспертов и не высказывалась в пользу ядерной программы Северной Кореи. Британский исследовательский центр Open Source Centre, проанализировав спутниковые снимки, пришёл к выводу, что с марта по ноябрь 2024 года Россия поставила Северной Корее более миллиона баррелей нефти. Это в десять раз больше, чем официальные поставки в 2023 году.
18 июня 2024 года Владимир Путин, впервые с 2000 года, прибыл в КНДР с ответным официальным государственным визитом и подписал с Ким Чен Ыном договор о «всеобъемлющем стратегическом партнёрстве». Договор содержит пункт о взаимной военной помощи «всеми имеющимися в её распоряжении средствами» при нападении на одного из участников соглашения, что выводит отношения двух стран на уровень союзничества. Договор также предусматривает развитие экономических связей. Госдума ратифицировала договор 24 октября. 9 ноября 2024 года Владимир Путин подписал закон о ратификации договора. В КНДР также ратифицировали договор, 11 ноября 2024 года соответствующий документ был подписан Ким Чен Ыном. 5 декабря 2024 года, после обмена ратификационными грамотами, договор вступил в силу. По информации WSJ в договоре содержится секретный пункт, разрешающий Северной Корее отправить около 1000 северокорейских солдат на Украину для того, что бы они там переняли российский опыт ведения боевых действий. По словам источника издания, вслед за ними последует еще больше военных из КНДР. В феврале 2025 года чрезвычайный и полномочный посол РФ в КНДР Александр Мацегора заявил о лечении российских военных, получивших ранения в ходе полномасштабного вторжения, в северокорейских больницах.

### Поставки вооружений и боеприпасов
По данным американской разведки, ещё в 2022 году Россия закупила у КНДР миллионы артиллерийских снарядов и баллистические ракеты ближнего радиуса действия, включая Hwasong-11. Кроме того, северокорейские поставки включали: винтовки и пулемёты, ПТРК, ракеты для ПЗРК, боеприпасы для танков Т-серии, артиллерийские орудия, включая гаубицы Д-30.
По данным южнокорейской разведки на начало ноября 2023 года, КНДР направила в Россию советников по использованию поставляемых ею боеприпасов.
По данным разведки Южной Кореи, с августа 2023 года по октябрь 2024 года КНДР отправила в Россию около 8 миллионов снарядов калибра 122 мм и 152 мм, а также 100 ракет Hwasong-11 и противотанковое оружие Bulsae-4. По мнению исследователей из Open Source Centre, северокорейские артиллерийские снаряды могут составлять вплоть до половины всех боеприпасов, которые выпустила российская армия в 2024 году.

## Отправка военных
По данным американской разведки, с начала по середину октября 2024 года на кораблях во Владивосток прибыли не менее 3 тысяч северокорейских военнослужащих, затем их рассредоточили по многочисленным российским военным учебным полигонам для прохождения базовой подготовки. Такое же их количество перебросили в первую очередь в Курскую область. Лишь несколько сотен из них — спецназовцы, остальные принадлежат к регулярным войскам.
Украина и Южная Корея оценивали численность северокорейских служащих в 12 тысяч, Пентагон — в 10 тысяч. По данным южнокорейской разведки, КНДР отправила в Россию большое количество высокопоставленных офицеров, включая генерала, командующего силами специальных операций. Среди них есть солдаты элитного 11-го армейского корпуса армии КНДР (он же Штурмовой корпус). Предполагается, что северокорейских бойцов обучат примерно 100 военным терминам на русском языке, таким как «вернуться на позицию», «пуск» и «огонь». Также им расскажут, как решаются вопросы логистики и тактики на передовой, и научат использовать БПЛА.
Старший научный сотрудник Института стратегии национальной безопасности в Сеуле Го Мён Хён считает, что северокорейские военные «не будут суперсолдатами, но они будут молодыми, выносливыми, в приличной физической форме и гораздо лучше, чем полки, состоящие из бывших российских заключённых среднего возраста».
Солдаты, отличившиеся на поле боя, могут получить редкую возможность улучшить социальный статус своих семей. По словам профессора Университета Кунмин Андрея Ланькова, солдаты из элитных частей — в основном сыновья чиновников низшего звена — также рассматривают войну как возможность продвижения по службе. Кроме того, солдатам из КНДР в России планируется платить по 2000 долларов в месяц, что больше их среднего годового заработка.
17 июля 2025 года секретарь Совбеза РФ Сергей Шойгу сообщил о достигнутой договоренности между Москвой и Пхеньяном об отправке одной тысячи саперов и пяти тысяч военных строителей из КНДР для помощи в восстановлении в Курской области.

### Участие военных КНДР в боях
12 ноября 2024 года Госдеп США, а затем и Южная Корея также заявили об участии войск КНДР в боях. По их утверждению, большинство из более чем 10 тысяч военных, отправленных Пхеньяном, были направлены в Курскую область.
По информации агентства Bloomberg, КНДР для военной поддержки России может с учетом ротации задействовать до 100 тысяч своих военнослужащих.
К середине декабря 2024 года ГУР и Пентагон подтвердили первые смерти северокорейских солдат на фронте. Украинская сторона сообщает о попытках сокрытия факта потерь среди военных из КНДР во время массированных штурмов в Курской области.
По данным на 23 декабря 2024 года от агентства Ренхап со ссылкой на разведку Южной Кореи, Северная Корея в ходе боевых действий потеряла около 1100 военных.
В январе 2025 года украинский президент Владимир Зеленский опубликовал фотографии двух северокорейских военнослужащих, взятых в плен на курском направлении, а также военный билет одного из пленных, выданный на имя уроженца Тывы. 
26 апреля 2025 года начальник Генерального штаба ВС РФ Валерий Герасимов и МИД РФ впервые официально признали участие северокорейских войск в боях в Курской области. Через день это подтвердили и власти КНДР.

## Международная реакция на отправку военных

### Южная Корея
18 октября 2024 года президент Южной Кореи Юн Сок Ёль провёл экстренное заседание Совета национальной безопасности в связи сообщениями Национальной разведывательной службы об отправке солдат из Северной Кореи для поддержки России в войне против Украины.
Южная Корея допустила, что может пересмотреть свое давнее решение не отправлять Украине военную помощь. Кроме того, рассматривалась возможность отправки в Украину специалистов в области тактики северокорейских войск.

### Китай
Financial Times сообщала, что Китай обеспокоен появлением северокорейских войск в России. Журналисты отмечали, что китайские дипломаты не участвовали в официальных совместных мероприятиях с Северной Кореей в той же степени, что и раньше. При этом в министерстве иностранных дел страны утверждали, что «не в курсе» отправки войск КНДР в Россию.

### НАТО
Генеральный секретарь НАТО Марк Рютте заявил, что отправка военных Северной Кореей для оказания поддержки России в Украине станет «значительной эскалацией».

## Последствия отправки военных
17 ноября 2024 года, согласно сообщению издания The New York Times, президент США Джо Байден дал разрешение Украине наносить удары дальнобойными баллистическими ракетами ATACMS по территории России в ответ на вовлечение военных из КНДР в бои в Курской области. 19 ноября данное сообщение было официально подтверждено Госдепом США.